# サタテン
『サタテン』は、2008年4月5日から2012年3月16日まで、東海・北陸地方のNHK総合テレビジョンで放送されたNHK名古屋放送局制作の音楽番組である。
2008年度および2009年度の番組タイトルは『サタ★テン』。

## 概要
番組のタイトルは“Saturday 10minites Live”（サタデーテンミニッツライブ）の略称を表し、放送時間は15分間（2008年度および2009年度は10分間）。
東海・北陸地方の地域番組として放送されている。不定期で海外向けのNHKワールド・プレミアムでも放送されることがある。番組制作はNHKプラネット中部で、サンデーフォークも制作協力として携わっている。
放送開始から2009年度までは毎週土曜日、名古屋市東区のNHK名古屋放送センタービル1階にある「プラザウェーブ21」から公開で行っていた生放送で、ゲストライブがメインとなる。ライブは放送時間内で2曲披露される。ライブは土曜日の13:30から始まり、自由観覧の形式を採用していた。ただし、スペシャルの際には招待制のライブとなる（ともに2009年度まで）。
2010年度は、放送時間および放送曜日の変更に伴って、番組のタイトルも現在のものに変更された。2010年度は放送時間変更に伴い、「名古屋放送局　T-1スタジオ」での公開収録形式・15分間の放送に変更した。2009年度までの土曜日の初回放送は東海3県向けの番組であるが、再放送は金曜日の夜（2008年度は日曜の深夜に放送）に行われた。
2012年3月の放送をもって終了し、同年4月からは木曜22:55 - 23:15（2014年度は毎週土曜日10:50 - 11:10）の枠で後継となる新番組『Uta-Tube』にリニューアルされた。

## 出演者
番組開始から終了まで
- 菜月 - 番組MC
番組ホームページでは出演したアーティストの模様などを綴った日記を公開していた。

過去
- MeRise（）
名古屋を中心として活動している4人組のダンスグループ。

## 主な出演アーティスト
2008年
- 4月9日（初回） - カルテット（2010年7月30日にも出演）
- 5月24日 - JERO
- 5月31日 - 藤本美貴
- 9月13日 - 谷村奈南
- 10月18日 - HOME MADE 家族（スペシャル）
- 12月13日 - class

2009年
- 1月17日 - 田村直美
- 4月11日 - MAX
- 5月9日 - サンボマスター（スペシャル）
- 5月23日 - BENI
- 6月27日 - 中島愛
- 9月5日 - SKE48
- 9月19日 - AKINO with bless4（生放送）

2010年
- 4月9日・16日 - ET-KING
- 5月14日・21日 - 真野恵里菜
- 6月4日 - SKE48
- 7月6日・13日 - キマグレン
- 7月23日 - moumoon
- 9月3日・10日 - MEGARYU
- 10月1日 - SKE48（チームS）
- 11月12日 - Juliet
- 11月26日 - BENI
- 12月3日 - ナオト・インティライミ

2011年
- 1月14日 - 近藤夏子
- 1月28日 - Sonar Pocket
- 2月18日・25日 - 植村花菜（2011年4月1日にアンコール放送）
- 3月4日 - 青山テルマ
- 4月15日・22日 - SEAMO
- 5月13日 - ナオト・インティライミ
- 5月20日 - のあのわ
- 6月10日 - 大知正紘
- 6月17日 - Ms.OOJA
- 7月15日・29日 - SKE48（2011年11月8日深夜に総合テレビで全国放送（2回分を連続放送））
- 9月23日 - 吉川友
- 9月30日・10月7日 - HOME MADE 家族
- 10月21日 - Rake
- 11月4日 - BENI

## 放送時間
※いずれも日本標準時。

### 本放送
2008 - 2009年度
- 土曜 13:50 - 14:00（愛知県・岐阜県・三重県）
この時間帯は『百歳バンザイ!』の放送枠となっており、同番組の差し替えとなっていた。

2010年度 -
- 金曜 22:25 - 22:40
この時間帯は『世界ふれあい街歩き』の放送枠となっており、同番組の差し替えとなる。

### 再放送
2009年度まで、土曜本放送のない静岡県と北陸3県（石川県・富山県・福井県）では遅れ初回放送。そのため、「この番組は東海3県で○月○日に放送されたものです。」と字幕表示されていた。
2008年度
- 月曜 0:00 - 0:10（日曜深夜、1日遅れ）

2009年度
- 金曜 23:20 - 23:30（6日遅れ）

### 特記事項
- 放送開始時より再放送の時間帯は『世界ふれあい街歩き』の差し替え放送（2008年度に限り関西地方は『上方演芸ホール』を放送）となっている。
- 東海北陸地方での差し替え放送は以下の通り。

2008年度
- 日曜 23:30 - 0:20
23:30 - 23:35は『リトル・チャロ』、23:35 - 0:20は関西地方を除き『世界ふれあい街歩き』を放送。
  - 23:30 - 0:00：『めざせ!会社の星』（1日遅れ）
  - 0:00 - 0:10：『サタ★テン』（1日遅れ）
  - 0:10 - 0:20：『パパサウルス』（1日遅れ）

2009年度
- 金曜 22:45 - 23:30（『世界ふれあい街歩き』を放送）
  - 22:45 - 22:55：『パパサウルス』（6日遅れ）
  - 22:55 - 23:20：『めざせ!会社の星』（1日先行）
  - 23:20 - 23:30：『サタ★テン』（6日遅れ）

## 総集編

### 番組終了時点
2010年度からは、原則として毎月第4月曜日の未明（日曜日深夜）に、『サタテンアンコール』として1か月の放送分をそのまま再放送していた。なお、アンコール放送時は『J-MELO』が遅れ放送となる。

### 過去
2009年度までは、毎月第1金曜日未明（木曜日深夜）に姉妹番組として『マン★テン』が放送された。“Monthly Saturday 10minites Live”（マンスリーサタデーテンミニッツライブ）の略称で、東海・北陸ブロックの地域番組としても放送された。
番組の内容は『サタ★テン』のゲストライブのダイジェスト、4 - 5組のアーティスト（主として東海3県で活動しているグループ・歌手）の紹介・人気投票の募集告知から構成されていた。
放送後に、番組ホームページ・携帯サイトでアーティストの人気投票を実施。また、番組の最後にはレギュラーであるMeriseのダンスパフォーマンスも披露された。